# 1972年夏季奥林匹克运动会科威特代表团
1972年夏季奥林匹克运动会科威特代表团是科威特派出的1972年夏季奥林匹克运动会代表团。